# 康國聯盟
康國聯盟（659年—750年）是一個位於現在哈薩克斯坦中部的突厥語部落聯盟，是康里部落的前身。這個康國聯盟前身是公元前2世紀的康居，後受鐵勒同化，一部份康里後來西遷至東歐，成為佩切涅格人。這個聯盟的首都在哈薩克斯坦中部的兀魯塔山（大山）。

## 詞源
Kangar這字在現代詮釋有兩個：“父親始祖”，男人和貨車，車輛。

## 獨立
康國聯盟即中国史料上所谓昭武九姓。唐朝打敗西突厥汗國後，他們取得事实上的獨立。唐朝在当地设置羁縻康居都督府、大宛州都督府、休循州都督府，保留了他們在錫爾河流域城市的自主權。在哈薩克南部的烏古斯人，在額爾齊斯河流域的基馬克人，哈薩克北部的欽察人也成為他們的附庸。

## 覆亡
在8世紀初，阿拉伯人持續襲擊塞格納克，忽毡和塞蘭等富庶城市。
當阿拉伯人佔領河中地区後，他們襲擊康國錫爾河北部的城市，同時烏古斯人與基馬克人結盟造成康國瓦解。一部分西遷歐洲稱佩切涅格人到可薩汗國生活，另一些留在原地成為康里加入欽察聯盟。

## 历任君主
- 屈术支（610年代—655年）
- 拂呼缦（655年—690年）
- 笃婆钵提（690年—698年）
- 泥涅师师（698年—705年或707年）
- 突昏（705年或707年—710年）
- 乌勒伽（710年—739年）
- 咄曷（739年—757年左右）